# Municipio de Pleasant Mound (Minnesota)
El municipio de Pleasant Mound (en inglés: Pleasant Mound Township) es un municipio ubicado en el condado de Blue Earth en el estado estadounidense de Minnesota. En el año 2010 tenía una población de 214 habitantes y una densidad poblacional de 2,3 personas por km².

## Geografía
El municipio de Pleasant Mound se encuentra ubicado en las coordenadas 43°53′9″N 94°18′54″O / 43.88583, -94.31500. Según la Oficina del Censo de los Estados Unidos, el municipio tiene una superficie total de 93.02 km², de la cual 93,01 km² corresponden a tierra firme y (0,01 %) 0,01 km² es agua.

## Demografía
Según el censo de 2010, había 214 personas residiendo en el municipio de Pleasant Mound. La densidad de población era de 2,3 hab./km². De los 214 habitantes, el municipio de Pleasant Mound estaba compuesto por el 97,2 % blancos, el 2,8 % eran de otras razas. Del total de la población el 3,74 % eran hispanos o latinos de cualquier raza.